# Lina Thomsgård
Lina Ingeborg Thomsgård, född 3 maj 1978 i Hägerstens församling i Stockholm, är en svensk kulturproducent, kolumnist och programledare som driver projekt för jämställdhet.

## Biografi
Lina Thomsgård har en bakgrund som pr-konsult och var nordisk PR-chef för Myspace. År 2010 startade hon projektet Rättviseförmedlingen. I januari 2014 lämnade hon Rättviseförmedlingen till efterträdaren Seher Yilmaz.
Hon har under tre år arbetat som PR-strateg för Forsman & Bodenfors, ett uppdrag som hon lämnade 2014.  År 2014 startade hon projektet "Skapelsen" för organisationen Sveriges kompositörer och textförfattare (SKAP), i syfte att uppmärksamma behovet av mångfald och jämställdhet i musikbranschen. Thomsgård är grundare av PR-byrån FRAU och arbetar bland annat med artisterna Robyn och Zhala. Hon har varit återkommande krönikör i tidningarna Fokus och Aftonbladet. och var programledare för TV-programmet Kobra i SVT 2015–2017. År 2017 utkom hon med antologin En annan historia på Volante förlag. I boken, som Thomsgård ansvarat för som redaktör, skriver 51 författare om varsin kvinna som de anser bör lyftas fram i historien. År 2018 presenterades Lina Thomsgård som en av initiativtagarna till Stockholms Kvinnohistoriska museum vilket hon fungerar som chef för. Sedan 2018 gör hon podcasten Dumma människor tillsammans med psykologen Björn Hedensjö. Podden kretsar kring människors beteenden och tar avstamp i psykologi och vetenskap.
Säsongen 2014/2015 tävlade Lina Thomsgård i TV-programmet På spåret tillsammans med artisten Jason Diakité. De vann sin grupp och gick till semifinal. Hon har tidigare deltagit i frågesporten Vem vet mest?s årskrönika 2013 och vunnit. Thomsgård har även deltagit i flera säsonger i Filip och Fredriks underhållningsprogram Alla mot Alla där hon tävlat i lag med Edward af Sillén, Klas Åhlund, Sven-Göran Eriksson, Kristoffer Appelquist respektive Andrev Walden.
Hon är DJ i trion Chapel Hill Crew.
Lina Thomsgård lever med journalisten och radioproducenten Alex Dominici och tillsammans har de en son.

## Priser och utmärkelser i urval
- Årets Stockholmshjälte  - Dagens Nyheter På Stan
- Årets Wendela 2011 Aftonbladet
- Gemensam Styrka - GS-facket
- Göra Gott - Stiftelsen Göra Gott (stipendiat år 2010)
- Sociala Medier-priset 2014
- Supertalang (Sveriges 101 supertalanger, Veckans Affärer)